# إذاعة أوروبا الحرة

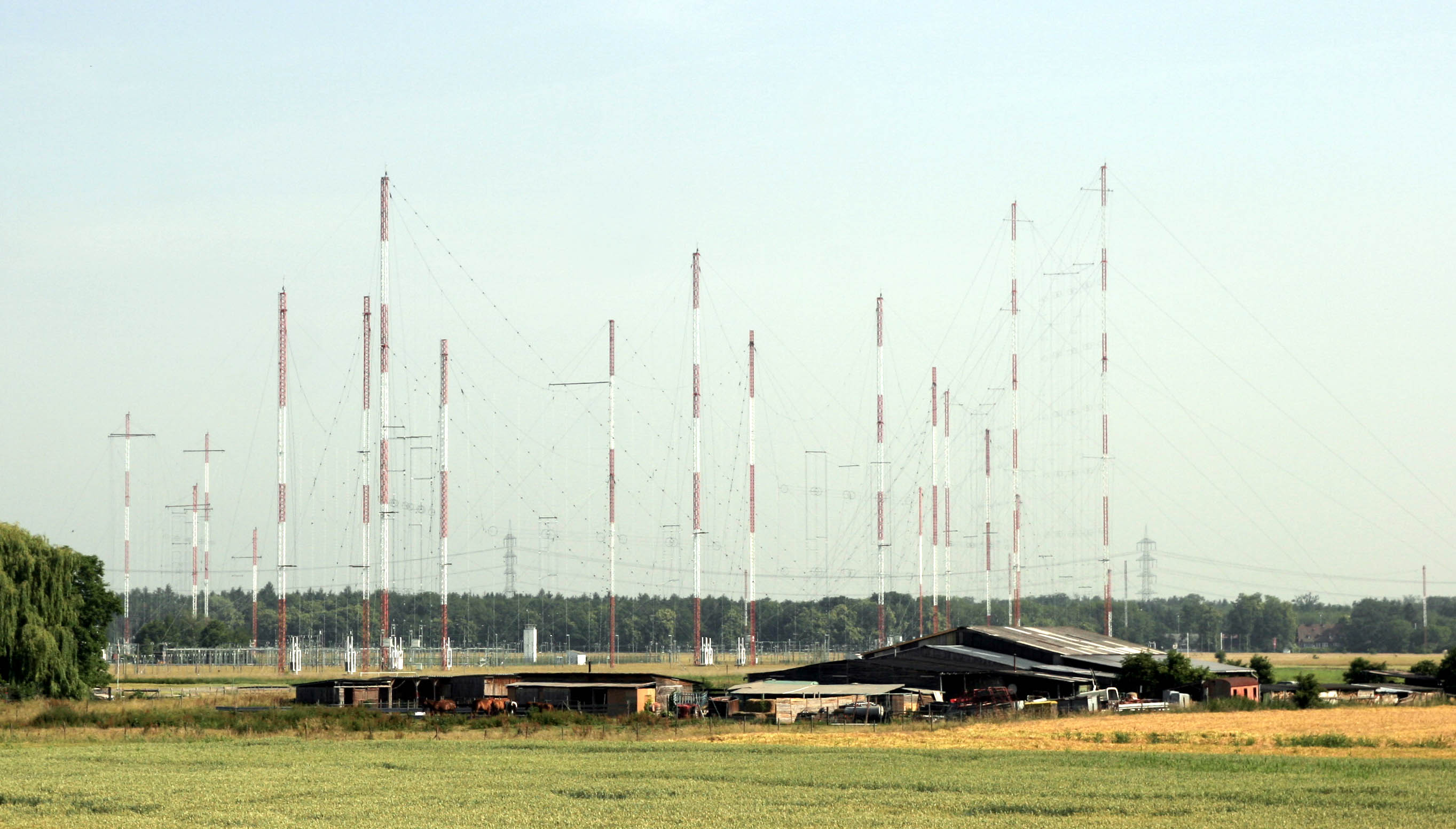
أعمدة إرسال الموجات القصيرة لإذاعة أوروبا الحرة/إذاعة الحرية في بيبليس

إذاعة أوروبا الحرة (Radio Free Europe/Radio Liberty (RFE/RL) هي مؤسسة غير ربحية تتكون من شبكتين للراديو للإرسال الإذاعي لشرق وسط أوروبا، ومنطقة البلقان والقوقاز ووسط آسيا والشرق الأوسط. تذيع إذاعة أوروبا الحرة برامجها بثلاثين لغة يتحدث بها سكان هذه المناطق.
وتذيع إذاعة الحرية برامجها لروسيا وأوكرانيا وبعض جمهوريات الاتحاد السوفييتي السابق باثنتي عشرة لغة وإلى أفغانستان بلغتين. تم تأسيس الإذاعة الحرة بوساطة حكومة الولايات المتحدة وتشرف عليها لجنة الإرسال الإذاعي العالمي التي تم تعيينها بوساطة رئيس الولايات المتحدة.
يقوم مواطنو المناطق التي تستمع لتلك الإذاعة بكتابة وإنتاج معظم البرامج. وتوفر الشبكتان الإذاعيتان المعلومات عن الأحداث العالمية.
يتكون حوالي نصف البرامج من الأخبار وتحليلها ويعدها نحو 24 مكتباً تنتشر في مناطق البث. أما النصف الآخر من البرامج فيصف الأحداث الثقافية والدينية كما يعطي خلفية معلوماتية عن المسائل الاقتصادية والتاريخية والسياسية.

## تاريخ
قامت الولايات المتحدة الأمريكية بتأسيس إذاعة أوروبا الحرة في عام 1950، وإذاعة الحرية في عام 1951 ووجهت بثها إلى شرق أوروبا، وأسست إذاعة الحرية في عام 1953 ووجهت بثها إلى الاتحاد السوفييتي (سابقا)، وأنشئت هاتين الشبكتان لمناهضة المحاولات التي تقوم بها الحكومات الاشتراكية لعزل مواطنيها عن أخبار العالم وذلك قبل أنهيار الحكومات الشيوعية في هذه الدول في نهاية الثمانينيات وبداية التسعينيات من القرن العشرين. وفي عام 1976 تم دمج تلك الشبكات الإذاعية لتكوين هيئة إذاعة الحرية.كان لهذه الهيئة إدارة للأخبار في واشنطن دي سي إلا أن مكاتبها الرئيسية باتت الآن في مدينة براغ بجمهورية التشيك.

## وصلات خارجية
- اذاعة أوروبا الحرة / راديو ليبرتي (الموقع الرسمي))
- أرشيف معهد هوفر : راديو الحرية : 50 عاما - خط زمني